# Kim Jung-young
Kim Jung-young (en hangul, 김정영; n. 27 de julio de 1972-) es una actriz de televisión, cine y teatro surcoreana.

## Biografía
Está casada con el actor Kim Hak-seon (김학선).

## Carrera
Es miembro de la agencia Swag Management & Pictures (SWMP).
En noviembre de 2016 se unió al elenco recurrente de la popular serie Romantic Doctor, Teacher Kim, donde interpretó a la madre de Kang Dong-joo (Yoo Yeon-seok).
En mayo de 2017 se unió al elenco recurrente de la serie Queen for Seven Days, donde dio vida a Lady Kwon, la madre de Shin Chae-kyung (Park Min-young). En agosto del mismo año se unió al elenco de la serie Age of Youth 2, (también conocida como "Hello, My Twenties! 2") donde interpretó a la madre de Song Ji-won (Park Eun-bin).
En mayo de 2019 se unió al elenco recurrente de la serie One Spring Night, donde dio vida a Ko Sook-hee, la madre de Yoo Ji-ho (Jung Hae-in). En septiembre del mismo año se unió al elenco recurrente de la serie Arthdal Chronicles Part 3: The Prelude To All Legends, donde interpretó a Soohana, un miembro de la tribu Ago. En octubre del mismo año se unió al elenco recurrente de la serie Catch the Ghost, donde dio vida a Choi Kyung-hee, una trabajadora a tiempo parcial. En diciembre del mismo año se unió al elenco recurrente de la serie Black Dog: Being A Teacher, donde interpretó a Moon So-nyeo, la madre de Ko Ha-neul (Seo Hyun-jin).
El 30 de enero de 2020 apareció durante el séptimo episodio de la serie The Game: Towards Zero, donde dio vida a la madre de Seo Joon-yeong (Lee Yeon-hee) y esposa de Seo Dong-cheol (Kim Hak-sun). En abril del mismo año se unió al elenco recurrente de la serie The King: Eternal Monarch, donde interpretó a la madre de Koo Seo-ryung (Jung Eun-chae), cuya contraparte en el Reino de Corea es asesinada por Lee Rim (Lee Jung-jin). En julio del mismo año se unió al elenco recurrente de la serie CHIP-IN, donde dio vida a Ji Seol-young, una directora de teatro y la exesposa de Yoo In-ho (Nam Moon-chul). En agosto del mismo año se unió al elenco recurrente de la serie Do You Like Brahms?, donde interpretó a la madre de Park Joon-young (Kim Min-jae).
En febrero de 2021 se unió al elenco recurrente de la serie River Where the Moon Rises, donde dio vida a Lady Gong-son, la niñera de la Princesa Pyeonggang (Kim So-hyun).

## Filmografía

### Series de televisión
| Año     | Título                                                | Personaje                     | Notas                            | Ref.          |
| ------- | ----------------------------------------------------- | ----------------------------- | -------------------------------- | ------------- |
| 2012    | How Long I've Kissed (A Wife’s Credentials)           | -                             |                                  |               |
| 2014    | Secret Love Affair                                    | Editora en Jefe               |                                  |               |
| 2015    | Heard It Through the Grapevine                        | Jung-soon                     |                                  |               |
| 2016    | Signal                                                | Tía de Kim Won-kyung          |                                  |               |
| 2016    | Mrs. Cop 2                                            | Esposa de Cha Seung-ho        |                                  |               |
| 2016    | The Vampire Detective                                 | Hwang Jae-gook                |                                  |               |
| 2016    | My Lawyer, Mr. Jo                                     | Kang Ja-young                 |                                  |               |
| 2016    | Becky's Back (Baek Hee Has Returned)                  | Hermana Mayor de Hong Doo-sik |                                  |               |
| 2016    | The Good Wife                                         | Madre de Jung Jae-yeol        |                                  |               |
| 2016    | Romantic Doctor, Teacher Kim                          | Madre de Kang Dong-joo        |                                  |               |
| 2016    | Solomon's Perjury                                     | Madre de Lee Joo-ri           |                                  |               |
| 2017    | Innocent Defendant (Defendant)                        | Esposa de Han Sang-wook       |                                  |               |
| 2017    | My Father is Strange                                  | Madre de Yoon-seok            |                                  |               |
| 2017    | The Guardians (Lookout)                               | Soo Ji-mo                     |                                  |               |
| 2017    | Queen for Seven Days                                  | Lady Kwon                     |                                  |               |
| 2017    | My Only Love Song                                     | -                             |                                  |               |
| 2017    | Age of Youth 2                                        | Madre de Song Ji-won          |                                  |               |
| 2017    | Black                                                 | Choi Soon-jeong               |                                  |               |
| 2018    | Return                                                | Madre de Kim Dong-bae         |                                  |               |
| 2018    | The Great Seducer                                     | Tía de Eun Tae-hee            |                                  |               |
| 2018    | Let Me Introduce Her                                  | Lee Sook-hyun                 |                                  | [ 5 ] [ 6 ]   |
| 2018    | The Smile Has Left Your Eyes                          | Madre de Baek Seung-ah        |                                  |               |
| 2018    | Room No. 9                                            | Presa #822                    |                                  |               |
| 2018    | Clean with Passion for Now                            | Kim Geum-ja                   |                                  |               |
| 2019    | One Spring Night                                      | Ko Sook-hee                   |                                  |               |
| 2019    | Arthdal Chronicles Part 3: The Prelude To All Legends | Soohana                       |                                  |               |
| 2019    | Catch the Ghost                                       | Choi Kyung-hee                |                                  |               |
| 2019    | Black Dog: Being A Teacher                            | Moon So-nyeo                  |                                  |               |
| 2020    | The Game: Towards Zero                                | Madre de Seo Joon-yeong       | ep. n.º 7 - (invitada)           |               |
| 2020    | The King: Eternal Monarch                             | Madre de Koo Seo-ryung        |                                  |               |
| 2020    | Born Again                                            | Heo Jin-kyung                 |                                  | [ 7 ]         |
| 2020    | Sweet Munchies                                        | Jung Young-suk                | ep. n.º 3 y 8 - (invitada)       |               |
| 2020    | CHIP-IN                                               | Ji Seol-young                 |                                  | [ 8 ]         |
| 2020    | Do You Like Brahms?                                   | Madre de Park Joon-young      |                                  |               |
| 2021    | Mint Condition                                        | Shim Eun-hyo                  | Drama Stage Season 4, 1 episodio |               |
| 2021    | River Where the Moon Rises                            | Lady Gong-son                 |                                  |               |
| 2021    | Jirisan                                               | Heo Jin-ok                    | 4 episodios                      |               |
| 2022    | Now, We Are Breaking Up                               | Costurera                     | ep. n.º 15 - (invitada)          |               |
| 2022    | Propuesta laboral                                     | Monja en el orfanato          | ep. n.º 9-10 (invitada)          | [ 9 ]         |
| 2022    | Anna                                                  | Yoon Hong-joo                 |                                  | [ 10 ]        |
| 2022    | Bad Prosecutor                                        | Jang Jae-hee                  |                                  | [ 11 ] [ 12 ] |
| 2022-23 | La gloria                                             | Park Sang-im                  |                                  | [ 2 ] [ 13 ]  |
| 2023    | Run Into You                                          | Ok-ja                         |                                  | [ 14 ]        |
| 2024    | El romance de medianoche en hagwon                    | Woo Seung-hee                 |                                  | [ 15 ]        |
| 2024    | Mi San Valentín militar                               | Jeong Geum-suk                |                                  | [ 16 ] [ 17 ] |
| 2024    | Good Partner                                          | Park Jin-sook                 | Aparición especial               | [ 18 ]        |
| 2024    | Love Your Enemy                                       | Han Yeong-eun                 |                                  | [ 19 ] [ 20 ] |
| 2024-25 | El cuento de la dama Ok                               | Kkeum-bun                     |                                  | [ 21 ]        |
| 2025    | Exploradora del amor                                  | Jo Young-sook                 | Aparición especial, ep. 5-6      | [ 22 ]        |

### Películas
| Año  | Título                                       | Personaje                         | Notas                                                                       |
| ---- | -------------------------------------------- | --------------------------------- | --------------------------------------------------------------------------- |
| 2000 | Real Fiction                                 | Modelo                            |                                                                             |
| 2001 | Bungee Jumping of Their Own                  | Maestra de Inglés                 |                                                                             |
| 2001 | Waikiki Brothers                             | Esposa de Hyeon-goo               |                                                                             |
| 2001 | Bad Guy                                      | Eun-hye                           |                                                                             |
| 2003 | Madeleine                                    | -                                 |                                                                             |
| 2003 | Spring, Summer, Autumn, Winter... and Spring | Madre de la Joven                 | junto a Oh Yeong-su, Kim Ki-duk, Kim Young-min, Seo Jae-kyeong y Ha Yeo-jin |
| 2004 | Lovely Rivals                                | Yang Kyung-mi                     |                                                                             |
| 2005 | Whispering Corridors 4: Ghost Voice          | Madre de Young-eon                | junto a Kim Ok-bin, Seo Ji-hye, Cha Ye-ryun y Kim Seo-hyung                 |
| 2005 | You Are My Sunshine                          | Cita a Ciegass                    |                                                                             |
| 2005 | Mapado                                       |                                   |                                                                             |
| 2010 | A Little Pond                                | Esposa del Señor Park             |                                                                             |
| 2011 | Mama                                         | Madre de Yeon-ah                  |                                                                             |
| 2011 | Ryang-kang-do: Merry Christmas, North!       | Maestra de Jong-soo               |                                                                             |
| 2014 | Thread of Lies (Elegant Lies)                | Madre de Kim Hwa-yeon             |                                                                             |
| 2015 | Granny's Got Talent                          | Prisionera                        |                                                                             |
| 2015 | The Piper                                    | Madre de Chul-soo                 | junto a Jung Joon-won, Jung Kyung-ho, Ryu Seung-ryong y Chun Woo-hee        |
| 2016 | A Small, Good Thing                          | Madre de Min-gun                  |                                                                             |
| 2016 | Queen of Walking                             | Madre                             |                                                                             |
| 2016 | Vanishing Time: A Boy Who Returned           | Madre de Jae-wook                 |                                                                             |
| 2017 | A Single Rider                               | -                                 |                                                                             |
| 2017 | The King’s Case Note                         | Mujer en la Corte                 |                                                                             |
| 2017 | Memoir of a Murderer                         | Jugadora                          |                                                                             |
| 2017 | Lost to Shame                                | Jung Ok-soon                      |                                                                             |
| 2017 | Merry Christmas Mr. Mo                       | -                                 |                                                                             |
| 2018 | Omok Girl                                    | Ssang Sam                         |                                                                             |
| 2019 | Our Body                                     | Madre de Ja-young                 | junto a Choi Hee-seo, Ahn Ji-hye, Lee Jae-in y Geum Sae-rok                 |
| 2019 | Kim Ji-young: Born 1982                      | Psiquiatra                        |                                                                             |
| 2020 | Oh! My Gran                                  | Oh Moon-hee (de joven)            | junto a Na Moon-hee y Lee Hee-joon                                          |
| 2020 | Hotel Lake                                   | Subdirectora del refugio infantil |                                                                             |
| 2020 | The Day I Died: Unclosed Case                | -                                 |                                                                             |
| 2021 | Finding Angel                                | Yakult                            | junto a Park Sung-il, Lee Young-ah, Jeon Moo-song, Moon Sook y Kim Wook     |

### Teatro
| Año         | Título               | Personaje     | Notas |
| ----------- | -------------------- | ------------- | ----- |
| 2008        | 늦게 배운 피아노     | -             |       |
| 2009        | RING RING RING RING  | 여자1         |       |
| 2010        | 기묘여행             | 사형수 어머니 |       |
| 2011        | 매기의 추억          | 현선          |       |
| 2011        | 지하생활자들         | -             |       |
| 2012        | 아워 타운            | 깁스부인      |       |
| 2013        | 푸른배 이야기        | -             |       |
| 2013        | 아시아 온천          | -             |       |
| 2013        | 전쟁터를 훔친 여인들 | 자개          |       |
| 2014        | 슬픈연극             | 심숙자        |       |
| 2015 - 2016 | 원파인데이           | -             |       |